# Peter Robertson
Peter Robertson, född 1976, är en australienisk triathlet. Han har vunnit världsmästerskapen tre gånger och kommit tvåa två gånger. Han tog brons vid samväldesspelen 2006. Vid olympiska sommarspelen 2000 kom han 34:a och fyra år senare blev han 24:a.